# Paroeme similis
Paroeme similis är en skalbaggsart som beskrevs av Jordan 1903. Paroeme similis ingår i släktet Paroeme och familjen långhorningar. Inga underarter finns listade i Catalogue of Life.